# Bombylius pardalotus
Bombylius pardalotus är en tvåvingeart som beskrevs av Francois 1969. Bombylius pardalotus ingår i släktet Bombylius och familjen svävflugor. Inga underarter finns listade i Catalogue of Life.